# Nannenus syrphus
Nannenus syrphus là một loài nhện trong họ Salticidae.
Loài này thuộc chi Nannenus. Nannenus syrphus được Eugène Simon miêu tả năm 1902.